# Ligovo
Ligovo (en russe : Лигово) est un quartier historique de la ville fédérale de Saint-Pétersbourg, en Russie. Il est situé au sud de la ville, sur la route menant à Peterhof.